# Un biglietto per il cinema
Un biglietto per il cinema (Box-Office Bunny) è un film del 1990 diretto da Darrell Van Citters. È un cortometraggio d'animazione della serie Looney Tunes, distribuito in Italia il 26 ottobre 1990 abbinato al film Gremlins 2 - La nuova stirpe. Prodotto per commemorare il 50º anniversario di Bugs Bunny, il film vide il ritorno del personaggio come protagonista di un cortometraggio cinematografico 26 anni dopo Il falsario (1964). Il corto è inoltre il primo in cui Jeff Bergman dà voce a Bugs, Daffy Duck e Taddeo dopo la morte di Mel Blanc il 10 luglio 1989.
Negli Stati Uniti il corto fu inizialmente proiettato per una settimana, dal 5 novembre 1990, all'AMC Theatre di Century City, abbinato a Il mistero Von Bulow. Secondo quanto riferito dal regista Van Citters, il film fu completato da sei a nove mesi prima della sua effettiva distribuzione. La sua uscita fu ritardata perché lo studio voleva distribuirlo insieme a uno dei suoi lungometraggi, ma non riusciva a decidere quale potesse servire al meglio per metterlo in luce. Fu infine distribuito l'8 febbraio 1991 in abbinamento a La storia infinita 2, film che secondo Van Citters non avrebbe comunque reso un buon servizio al corto.

## Trama
Un gigantesco cinema multisala viene costruito sopra la tana di Bugs. Infastidito dal frastuono, il coniglio decide di intrufolarsi nel cinema. In una sala incontra l'usciere Taddeo, che è deciso a buttare il coniglio fuori dall'edificio. Mentre i due si inseguono, s'imbattono in Daffy, anch'egli intrufolatosi nel cinema. L'inseguimento continua, con Bugs che distrae Taddeo diverse volte e Daffy che, per non venire cacciato lui stesso, cerca di far concentrare l'usciere sul coniglio. Infine Bugs si libera di entrambi, intrappolandoli in un film horror che sta venendo proiettato in una sala.

## Distribuzione

### Data di uscita
Le date di uscita internazionali sono state:
- 26 ottobre 1990 in Italia
- 5 novembre negli Stati Uniti
- 20 dicembre in Colombia
- 28 febbraio 1991 in Brasile (Pernalonga e o Lanterninha)

### Edizione italiana
La prima edizione italiana del corto fu distribuita nei cinema, col titolo originale, abbinata al film Gremlins 2 - La nuova stirpe. Nel 1997, per la trasmissione televisiva, il corto fu ridoppiato dalla Angriservices Edizioni sotto la direzione di Renzo Stacchi, su dialoghi di Giorgio Tausani.

## Accoglienza

### Critica
Nella sua recensione sul Los Angeles Times, Charles Solomon lodò il cortometraggio definendolo "un film divertente, frenetico e dai colori vivaci che rievoca i classici cortometraggi della Warner Bros. degli anni '50" e affermando: "L'animazione riflette l'energia e l'entusiasmo dei giovani artisti e Jeff Bergman fa un ottimo lavoro nel ricreare le voci del compianto Mel Blanc. Sebbene Un biglietto per il cinema parta dai film con Bugs-Taddeo-Daffy di Chuck Jones, Van Citters ha chiaramente la sua visione di chi sono questi personaggi e di come dovrebbero comportarsi". Criticò però la durata ridotta del film, aggiungendo che "Van Citters deve sforzarsi per stipare tutta l'azione in così poco tempo" e che "il soggetto di Charley Carney è in realtà solo una serie di gag senza risoluzione".

## Edizioni home video

### VHS
America del Nord
- The Neverending Story II: The Next Chapter (1991)
- Carrotblanca (13 agosto 1996)
- Looney Tunes: The Collector's Edition - Wabbit Tales (1999)

### Laserdisc
- The Neverending Story II: The Next Chapter (1991)
- Winner by a Hare (1992)

### DVD
Il corto fu inserito, in inglese sottotitolato, nell'edizione DVD-Video del film Looney, Looney, Looney Bugs Bunny Movie, uscita in America del Nord il 28 aprile 2009 e in Italia il 9 settembre.